# 编程范型
编程范型、编程范式或程式設計法（英語：Programming paradigm），是指软件工程中的一类典型的编程风格。常见的编程范型有：函数式编程、指令式編程、过程式编程、面向对象编程等等。
编程范型提供并决定了程序员对程序执行的看法。例如，在面向对象编程中，程序员认为程序是一系列相互作用的对象，由于方法论的不同，面向对象编程又分为基于类编程和基于原型编程，而在函数式编程中一个程序会被看作是一个无状态的函数计算的序列。

## 概述
正如软件工程中不同的群体会提倡不同的「方法学」一样，不同的编程语言也会提倡不同的「编程范型」。一些语言是专门为某个特定的范型设计的，如 Smalltalk 和 Java 支持面向对象编程，而 Haskell 和 Scheme 则支持函数式编程，同时还有另一些语言支持多种范型，如 Ruby、Common Lisp、Python、Rust。
很多编程范型已经被熟知他们禁止使用哪些技术，同时允许使用哪些。例如，纯函数式编程不允许有副作用；大部分高階程序語言都期望使用者進行结构化编程而避免非结构化编程，其中结构化编程不允许使用 goto。可能是因为这个原因，新的范型常常被那些习惯于较早的风格的人认为是教条主义或过分严格。然而，这样避免某些技术反而更加证明了关于程序正确性，或仅仅是理解它的行为的法则，而不用限制程序语言的一般性。
编程范型和编程语言之间的关系可能十分复杂，由于一个编程语言可以支持多种范型。例如，C++ 设计时，支持过程式编程、面向对象编程以及泛型编程。然而，设计师和程序员们要考虑如何使用这些范型元素来构建一个程序。一个人可以用 C++ 写出一个完全过程化的程序，另一个人也可以用 C++ 写出一个纯粹的面向对象程序，甚至还有人可以写出杂揉了两种范型的程序。